# Atletisme als Jocs Olímpics d'Estiu de 1896 - 400 metres homes
Els 400 metres llisos va ser la darrera prova que es va dur a terme el primer dia dels Jocs, quan començava a vesprejar i la temperatura baixava, per la qual cosa l'interès del públic en aquestes carreres va ser menor que en les proves que el van precedir.
Els set atletes que hi van prendre part van ser dividits en dos grups. Els dos corredors més ràpids de cada grup passaven a la final, disputada l'endemà. Aquestes curses es van disputar a l'Estadi Panathinaiko.

## Medallistes
| Or        | Plata           | Bronze         |
| Tom Burke | Herbert Jamison | Charles Gmelin |

## Resultats

### Eliminatòries

#### Eliminatòria 1
| Posició | Atleta          | Temps       |
| ------- | --------------- | ----------- |
| 1       | Herbert Jamison | 56,8 segons |
| 2       | Fritz Hoffmann  | 58,6 segons |
| 3-4     | Kurt Dörry      | desconegut  |
| 3-4     | Alphonse Grisel | desconegut  |

Herbert Jamison dels Estats Units va guanyar la primera eliminatòria amb un temps de 56,8 segons, i Fritz Hoffmann d'Alemanya va arribar un segon després.
Alphonse Grisel de França i Kurt Dörry d'Alemanya també van competir, però els seus temps i les seves posicions finals no van quedar registrats i només se sap que no van aconseguir avançar a la final.
Hoffmann i Grisel van haver de córrer 402 metres a causa que van ser penalitzats per sortir en fals.

#### Eliminatòria 2
| Posició | Atleta         | Temps       |
| ------- | -------------- | ----------- |
| 1       | Tom Burke      | 58,4 segons |
| 2       | Charles Gmelin | desconegut  |
| 3       | Frantz Reichel | desconegut  |

El nord-americà Tom Burke va guanyar la segona eliminatòria després d'haver corregut aquell mateix dia en els 100 metres llisos. Charles Gmelin va ser segon, però tant el temps d'aquest com el del francès Frantz Reichel no van quedar registrats.

### Final
| Posició | Atleta          | Temps       |
| ------- | --------------- | ----------- |
| Or      | Tom Burke       | 54,2 segons |
| Plata   | Herbert Jamison | 55,2 segons |
| Bronze  | Charles Gmelin  | 55,6 segons |
| 4       | Fritz Hoffmann  | 55,6 segons |